# 283 v. Chr.
Portal Geschichte | Portal Biografien | Aktuelle Ereignisse | Jahreskalender | Tagesartikel

◄ |
4. Jahrhundert v. Chr. |
3. Jahrhundert v. Chr. |
2. Jahrhundert v. Chr. |
►

◄ | 300er v. Chr. | 290er v. Chr. | 280er v. Chr. | 270er v. Chr. |
260er v. Chr. |
►

◄◄ | ◄ | 286 v. Chr. | 285 v. Chr. | 284 v. Chr. | 283 v. Chr. |
282 v. Chr. |
281 v. Chr. |
280 v. Chr. |
► |
►►
Staatsoberhäupter

## Ereignisse

### Östliches Mittelmeer
- Demetrios I. Poliorketes, vormals König von Makedonien, stirbt in seleukidischer Gefangenschaft. Demetrios’ Sohn Antigonos II. Gonatas setzt die Tradition der Antigoniden fort, muss aber seinen Vater, da Makedonien von Lysimachos besetzt ist, im thessalischen Demetrias beisetzen.

### Westliches Mittelmeer
- In der Nähe von Hadria errichten die Römer die Kolonie Castrum Novum (heute: Giulianova).
- 283/282 v. Chr.: Die Römer besiegen die Etrusker und die Gallier (Senonen und Boier) in der Schlacht am Vadimonischen See. Sie besetzen daraufhin das senonische Gebiet und gründen die Kolonie Sena Gallica.

### Kaiserreich China
- Gründung der Stadt Huainan

## Gestorben
- Demetrios I. Poliorketes, König von Makedonien (* um 336 v. Chr.)
- 283/282 v. Chr.: Ptolemaios I., König von Ägypten (* 367/366 v. Chr.)